# Olorinab
El olorinab (APD371) es un medicamento desarrollado por Arena Pharmaceuticals para el tratamiento del dolor gastrointestinal asociado con la enfermedad de Crohn y el síndrome del intestino irritable. Actúa como un potente y selectivo agonista de los receptores cannabinoides CB2 y se afirma que es oralmente activo y periféricamente selectivo.
Los ensayos clínicos exploratorios iniciales de fase IIa han tenido éxito en pacientes que padecen la enfermedad de Crohn inactiva. Arena inició el ensayo de Fase IIb Captivate a fines de julio de 2019 en pacientes que sufren dolor relacionado con el síndrome del intestino irritable, subtipos predominantes de estreñimiento y diarrea. Se espera que el ensayo de Fase IIb inscriba a 240 participantes entre las edades de 18 a 70. Se están probando tres dosis de 10 mg, 25 mg y 50 mg contra Placebo en una proporción de 3:4 con una disposición de enmascaramiento cuádruple (participante, proveedor de cuidados, investigador, evaluador de resultados).
En 2019 un estudio demostró que el Olorinab reduce la hipersensibilidad visceral en el modelo animal de colitis inducida por la TNBS, intentando controlar su mecanismo de acción mediante el uso de un antagonista del CB2 (SR-144.528). Los resultados fueron favorables mostrando una reducción de la hipersensibilidad visceral en modelos animales de EII y SII pero no en los controles sanos, sugiriendo que la activación del CB2 causa acciones antinociceptivas en las vías sensoriales viscerales en modelos de EII y SII. También la SR-144528 previno la inhibición inducida por el olorinab de la hipersensibilidad del nociceptor colónico, validando aún más el papel del receptor CB2 en la nocicepción